# Shuangqing
Shuangqing (en chino, 双清; pinyin, Shuāngqīng; Wade-Giles, shuang ch'ing) es un distrito urbano bajo la administración directa de la Prefectura Shaoyang en la provincia de Hunan, República Popular China.  Su área es de  135 km² y su población total para 2010 superó los 300 mil  habitantes. 

## Administración
Desde diciembre de 2024, el distrito Shuangqing  se divide en 12 pueblos  administrados  en 9 subdistritos,  2 poblados y 1 villa.

## Toponimia
El topónimo Shuangqing [/shuáng-ching/] se compone de los sinogramas Shuang (doble), Qing (cristalino) con el significado "dos (ríos) cristalinos", en referencia a la confluencia de los ríos Zi (资江) y Shao (邵水), conocidos por su claridad.